# Beatrice de Frangepan

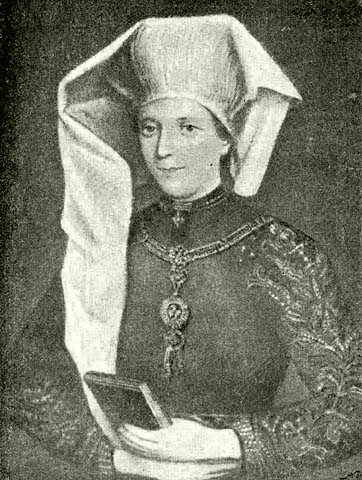
Beatrice de Frangepan

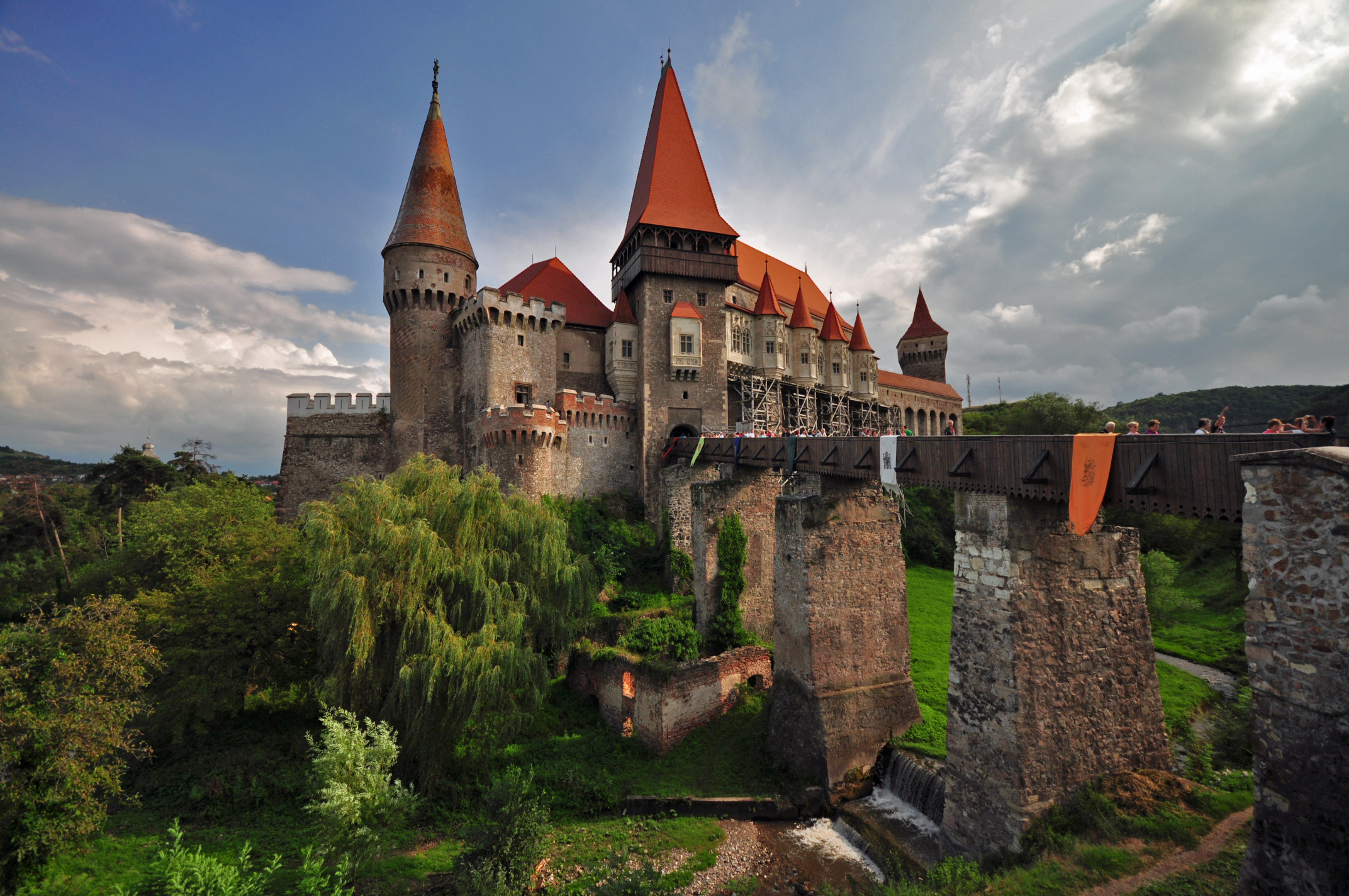
Castelul Huniazilor de la Hunedoara

Beatrice de Frangepan (în maghiară Frangepán Beatrix, în croată Beatrica Frankopan, în cehă Beatrix Frankopan, în germană Beatrix Frankopan, în italiană Beatrice di Frangipan, în poloneză Beatrycze Frangepan, în latină Beatrix de Frangepanibus, n. 1480 – d. 27 martie 1510, Jula) a fost soția lui Ioan Corvin, fiul ilegitim al lui Matia Corvin. La cinci ani după moartea soțului său, ea s-a recăsătorit cu George de Brandeburg și a devenit una dintre cele mai înstărite femei din Transilvania, având în stăpânire domeniile Hunedoarei și ale Lipovei. Beatrice de Frangepan a murit la un an după căsătoria cu George de Brandeburg.